# Fábio César Montezine
Fábio César Montezine (Londrina, 24 febbraio 1979) è un allenatore di calcio ed ex calciatore brasiliano naturalizzato qatariota, di ruolo centrocampista.

## Carriera

### Club
Ha militato in Italia con le maglie di Udinese, Napoli e Avellino.
Con la maglia dei partenopei in tre stagioni conta un totale di 80 apparizioni con 8 gol tra Serie B e Coppa Italia.
A seguito d'un infortunio avvenuto il 14 marzo 2004 e del fallimento del Napoli, non si integra con la nuova società rilevata da De Laurentiis e si accasa all'Avellino, totalizzando 9 presenze e segnando 1 gol nella stagione 2004-2005.
Nel 2006 si trasferisce in Qatar nell'Al-Arabi Sports Club, e dopo la naturalizzazione diventa un punto fermo della Nazionale. Successivamente passa all'Umm-Salal, dove gioca per quattro stagioni prima di accasarsi all'Al-Rayyan Sports Club.

### Nazionale
Di origini brasiliane, dal 2008 è stato naturalizzato qatariota e successivamente ha collezionato 47 presenze e 11 gol con la nazionale maggiore qatariota.

## Statistiche

### Cronologia presenze e reti in nazionale
| Cronologia completa delle presenze e delle reti in nazionale ― Qatar | Cronologia completa delle presenze e delle reti in nazionale ― Qatar | Cronologia completa delle presenze e delle reti in nazionale ― Qatar | Cronologia completa delle presenze e delle reti in nazionale ― Qatar | Cronologia completa delle presenze e delle reti in nazionale ― Qatar | Cronologia completa delle presenze e delle reti in nazionale ― Qatar | Cronologia completa delle presenze e delle reti in nazionale ― Qatar | Cronologia completa delle presenze e delle reti in nazionale ― Qatar |
| Data                                                                 | Città                                                                | In casa                                                              | Risultato                                                            | Ospiti                                                               | Competizione                                                         | Reti                                                                 | Note                                                                 |
| -------------------------------------------------------------------- | -------------------------------------------------------------------- | -------------------------------------------------------------------- | -------------------------------------------------------------------- | -------------------------------------------------------------------- | -------------------------------------------------------------------- | -------------------------------------------------------------------- | -------------------------------------------------------------------- |
| 10-1-2008                                                            | Doha                                                                 | Qatar                                                                | 0 – 0                                                                | Iran                                                                 | Amichevole                                                           | -                                                                    | 46’                                                                  |
| 6-2-2008                                                             | Melbourne                                                            | Australia                                                            | 3 – 0                                                                | Qatar                                                                | Qual. Mondiali 2010                                                  | -                                                                    |                                                                      |
| 26-3-2008                                                            | Doha                                                                 | Qatar                                                                | 2 – 0                                                                | Iraq                                                                 | Qual. Mondiali 2010                                                  | 2                                                                    | 85’                                                                  |
| 2-6-2008                                                             | Doha                                                                 | Qatar                                                                | 0 – 0                                                                | Cina                                                                 | Qual. Mondiali 2010                                                  | -                                                                    | 57’                                                                  |
| 7-6-2008                                                             | Tientsin                                                             | Cina                                                                 | 0 – 1                                                                | Qatar                                                                | Qual. Mondiali 2010                                                  | -                                                                    | 85’                                                                  |
| 14-6-2008                                                            | Doha                                                                 | Qatar                                                                | 1 – 3                                                                | Australia                                                            | Qual. Mondiali 2010                                                  | -                                                                    | 90’                                                                  |
| 22-6-2008                                                            | Dubai                                                                | Iraq                                                                 | 0 – 1                                                                | Qatar                                                                | Qual. Mondiali 2010                                                  | -                                                                    | 71’                                                                  |
| 20-8-2008                                                            | Doha                                                                 | Qatar                                                                | 5 – 0                                                                | Tagikistan                                                           | Amichevole                                                           | -                                                                    | Uscita                                                               |
| 24-8-2008                                                            | Doha                                                                 | Qatar                                                                | 2 – 1                                                                | Corea del Nord                                                       | Amichevole                                                           | 1                                                                    |                                                                      |
| 30-8-2008                                                            | Riyad                                                                | Arabia Saudita                                                       | 2 – 1                                                                | Qatar                                                                | Amichevole                                                           | -                                                                    | Uscita                                                               |
| 6-9-2008                                                             | Doha                                                                 | Qatar                                                                | 3 – 0                                                                | Uzbekistan                                                           | Qual. Mondiali 2010                                                  | -                                                                    | 77’                                                                  |
| 10-9-2008                                                            | Doha                                                                 | Qatar                                                                | 1 – 1                                                                | Bahrein                                                              | Qual. Mondiali 2010                                                  | -                                                                    |                                                                      |
| 15-10-2008                                                           | Brisbane                                                             | Australia                                                            | 4 – 0                                                                | Qatar                                                                | Qual. Mondiali 2010                                                  | -                                                                    | 72’                                                                  |
| 9-11-2008                                                            | Doha                                                                 | Qatar                                                                | 0 – 1                                                                | Iran                                                                 | Amichevole                                                           | -                                                                    |                                                                      |
| 14-11-2008                                                           | Doha                                                                 | Qatar                                                                | 1 – 1                                                                | Corea del Sud                                                        | Amichevole                                                           | 1                                                                    | 46’                                                                  |
| 19-11-2008                                                           | Doha                                                                 | Qatar                                                                | 0 – 3                                                                | Giappone                                                             | Qual. Mondiali 2010                                                  | -                                                                    | 68’                                                                  |
| 10-6-2009                                                            | Yokohama                                                             | Giappone                                                             | 1 – 1                                                                | Qatar                                                                | Qual. Mondiali 2010                                                  | -                                                                    | 70’                                                                  |
| 9-9-2009                                                             | Doha                                                                 | Qatar                                                                | 1 – 1                                                                | Oman                                                                 | Amichevole                                                           | -                                                                    | 46’                                                                  |
| 13-11-2009                                                           | Le Petit-Quevilly                                                    | Paraguay                                                             | 0 – 2                                                                | Qatar                                                                | Amichevole                                                           | 2                                                                    | 87’                                                                  |
| 17-11-2009                                                           | Sedan                                                                | Belgio                                                               | 2 – 0                                                                | Qatar                                                                | Amichevole                                                           | -                                                                    |                                                                      |
| 28-12-2009                                                           | Doha                                                                 | Qatar                                                                | 3 – 2                                                                | Iran                                                                 | Amichevole                                                           | -                                                                    | 84’                                                                  |
| 2-1-2010                                                             | Doha                                                                 | Qatar                                                                | 0 – 0                                                                | Mali                                                                 | Amichevole                                                           | -                                                                    |                                                                      |
| 3-3-2010                                                             | Maribor                                                              | Slovenia                                                             | 4 – 1                                                                | Qatar                                                                | Amichevole                                                           | 1                                                                    | 68’                                                                  |
| 10-8-2010                                                            | Sarajevo                                                             | Bosnia ed Erzegovina                                                 | 1 – 1                                                                | Qatar                                                                | Amichevole                                                           | -                                                                    | 66’                                                                  |
| 3-9-2010                                                             | Doha                                                                 | Qatar                                                                | 1 – 1                                                                | Bahrein                                                              | Amichevole                                                           | -                                                                    | 62’                                                                  |
| 7-9-2010                                                             | Doha                                                                 | Qatar                                                                | 1 – 1                                                                | Oman                                                                 | Amichevole                                                           | 1                                                                    | 78’                                                                  |
| 28-11-2010                                                           | Aden                                                                 | Qatar                                                                | 1 – 1                                                                | Arabia Saudita                                                       | Coppa delle nazioni del Golfo 2010 - 1º turno                        | -                                                                    | 46’                                                                  |
| 16-12-2010                                                           | Doha                                                                 | Qatar                                                                | 2 – 1                                                                | Egitto                                                               | Amichevole                                                           | -                                                                    | 82’                                                                  |
| 22-12-2010                                                           | Doha                                                                 | Qatar                                                                | 2 – 0                                                                | Estonia                                                              | Amichevole                                                           | 1                                                                    | 82’                                                                  |
| 28-12-2010                                                           | Doha                                                                 | Qatar                                                                | 0 – 0                                                                | Iran                                                                 | Amichevole                                                           | -                                                                    |                                                                      |
| 31-12-2010                                                           | Doha                                                                 | Qatar                                                                | 0 – 1                                                                | Corea del Nord                                                       | Amichevole                                                           | -                                                                    | 46’                                                                  |
| 7-1-2011                                                             | Doha                                                                 | Qatar                                                                | 0 – 2                                                                | Uzbekistan                                                           | Coppa d'Asia 2011 - 1º turno                                         | -                                                                    | 80’                                                                  |
| 16-1-2011                                                            | Doha                                                                 | Qatar                                                                | 3 – 0                                                                | Kuwait                                                               | Coppa d'Asia 2011 - 1º turno                                         | 1                                                                    | 72’                                                                  |
| 21-1-2011                                                            | Doha                                                                 | Giappone                                                             | 3 – 2                                                                | Qatar                                                                | Coppa d'Asia 2011 - Quarti di finale                                 | 1                                                                    | 59’                                                                  |
| 29-3-2011                                                            | Doha                                                                 | Qatar                                                                | 1 – 1                                                                | Russia                                                               | Amichevole                                                           | -                                                                    | 43’                                                                  |
| 23-7-2011                                                            | Doha                                                                 | Qatar                                                                | 3 – 0                                                                | Vietnam                                                              | Qual. Mondiali 2014                                                  | -                                                                    | 82’                                                                  |
| 28-7-2011                                                            | Hanoi                                                                | Vietnam                                                              | 2 – 1                                                                | Qatar                                                                | Qual. Mondiali 2014                                                  | -                                                                    | 46’                                                                  |
| 19-8-2011                                                            | Doha                                                                 | Qatar                                                                | 0 – 1                                                                | Iraq                                                                 | Amichevole                                                           | -                                                                    | 46’                                                                  |
| 2-9-2011                                                             | Riffa                                                                | Bahrein                                                              | 0 – 0                                                                | Qatar                                                                | Qual. Mondiali 2014                                                  | -                                                                    | 62’                                                                  |
| 6-9-2011                                                             | Doha                                                                 | Qatar                                                                | 1 – 1                                                                | Iran                                                                 | Qual. Mondiali 2014                                                  | -                                                                    | 65’                                                                  |
| 29-2-2012                                                            | Teheran                                                              | Iran                                                                 | 2 – 2                                                                | Qatar                                                                | Qual. Mondiali 2014                                                  | -                                                                    | 78’ 90’                                                              |
| 28-5-2012                                                            | Doha                                                                 | Qatar                                                                | 0 – 0                                                                | Palestina                                                            | Amichevole                                                           | -                                                                    | Ingresso                                                             |
| 8-6-2012                                                             | Doha                                                                 | Qatar                                                                | 1 – 4                                                                | Corea del Sud                                                        | Qual. Mondiali 2014                                                  | -                                                                    | 73’                                                                  |
| 12-6-2012                                                            | Teheran                                                              | Iran                                                                 | 0 – 0                                                                | Qatar                                                                | Qual. Mondiali 2014                                                  | -                                                                    | 89’ 90’                                                              |
| 6-9-2012                                                             | Ingolstadt                                                           | Qatar                                                                | 1 – 2                                                                | Tagikistan                                                           | Amichevole                                                           | -                                                                    |                                                                      |
| 7-11-2012                                                            | Doha                                                                 | Qatar                                                                | 2 – 1                                                                | Iraq                                                                 | Amichevole                                                           | -                                                                    | 46’                                                                  |
| 14-11-2012                                                           | Doha                                                                 | Qatar                                                                | 1 – 0                                                                | Libano                                                               | Qual. Mondiali 2014                                                  | -                                                                    | 79’                                                                  |
| Totale                                                               |                                                                      | Presenze                                                             | 47                                                                   |                                                                      | Reti                                                                 | 11                                                                   |                                                                      |

## Palmarès

### Club

#### Competizioni nazionali
- Emir of Qatar Cup: 3

Umm-Salal: 2008
Al-Rayyan: 2010, 2011
- Sheikh Jassem Cup: 2

Umm-Salal: 2009
Al-Rayyan: 2012
- Qatar Crown Prince Cup: 1

Al-Rayyan: 2012